# Beriliu

Structura atomică
a beriliului

Beriliul este un element chimic notat cu simbolul Be și care are numărul atomic 4. Este un element bivalent produs prin nucleosinteză stelară și este un element relativ rar în Univers.  
Numele acestei substanțe provine din grecescul βήρυλλος / beryllos, ce desemnează acvamarinul ori smaraldul. 
Este întâlnit în natură doar în combinații cu alte elemente, fiind prezent în compoziția mineralelor. Cele mai cunoscute pietre prețioase care conțin beriliu sunt beril (acvamarinul, smaraldul) și crisoberilul. Ca și element pur, este un metal alcalino-pământos de culoare gri, ușor și casant. 
Când este adăugat ca element în aliaje de aluminiu, cupru, fier și nichel, beriliul îmbunătățește o parte din proprietățile fizice ale acestora. Uneltele fabricate din aliajul de cupru-beriliu sunt rezistente, nu creează scântei în contact cu suprafețele din oțel. În cadrul aplicațiilor structurale, combinația cea mai întâlnită de rigiditate flexurală, stabilitate termică, conductivitate termică și densitatea joasă (1,85 ori mai mică decât a apei) fac ca beriliul să fie un material foarte căutat în cadrul componentelor aviatice, torpilelor, navetelor spațiale și a sateliților. Datorită densității sale joase și a masei atomice, beriliul este relativ transparent în contact cu razele X și alte forme de radiație ionizantă; așadar, este materialul cel mai comun ca și ecran de protecție pentru echipamente pentru raze X și componente ale experimentelor cu particule fizice. Conductivitatea sa înaltă, precum și cea a oxidului de beriliu, au condus la utilizarea sa în managementul termal.
Utilitatea comercială a beriliului necesită utilizarea unor echipamente potrivite de control al prafului, precum și controale industriale periodice datorită toxicității provocate de acesta; particulele de praf pot conduce la o alergie cronică, cauzatoare de moarte numită berilioză.

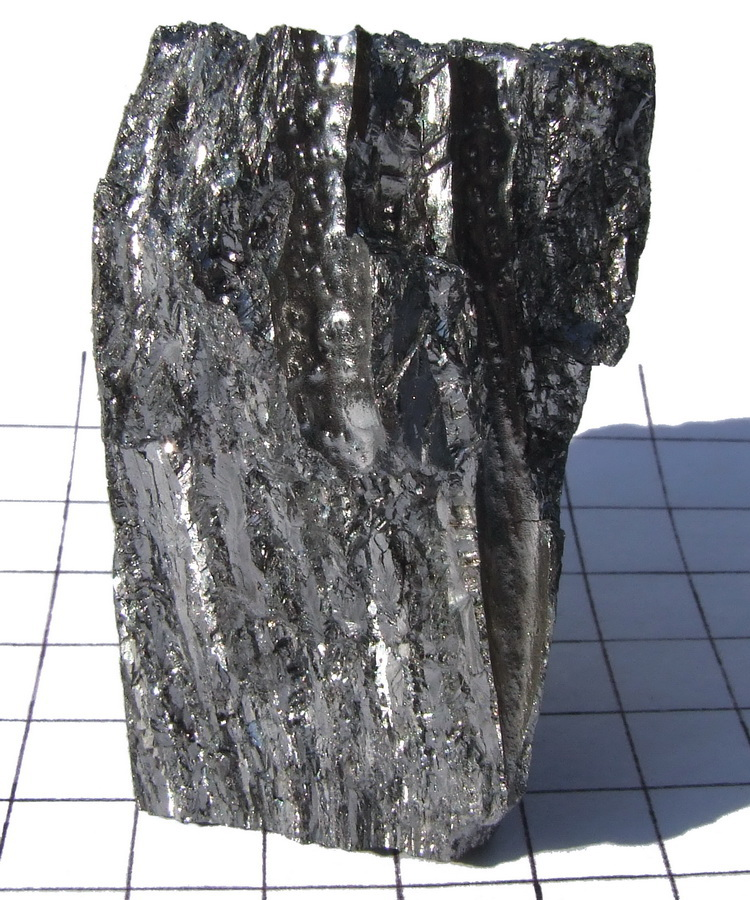
Beriliu

## Istoric
Mineralele de beriliu și smarald erau cunoscute încă din Antichitate, de către egipteni, evrei și romani; scriitorul roman Pliniu cel Bătrân le considera ca fiind forme ale aceluiași mineral. El susținea că beriliul era prelucrat la minele de lângă Marea Roșie, iar smaraldul era importat din India. De asemenea prelucrarea beriliului avea loc și în deșertul Nubiei, în vremea Cleopatrei. Împăratul roman Nero folosea un smarald mare pentru a putea observa mai bine luptele gladiatorilor din arenă.
Faptul că aceste minerale ar putea conține un element chimic necunoscut a fost ceea ce l-a determinat pe mineralogul francez Abbe Rene-Just Hauy și pe compatriotul său Nicholas Louis Vauquelin să-l ajute să le analizeze. Au făcut acest lucru, iar pe 15 februarie 1798 și-a prezentat rezultatele la Academia Franceză de Științe, anunțând faptul că mineralele conțineau un nou element chimic, după dizolvarea hidroxidului de aluminiu din smarald și beril într-o soluție de alcaliu. Editorii revistei Annales de Chimie et de Physique au denumit elementul nou "glucină", fiindcă dădea un gust dulce unora din componentele ei. Metalul a fost izolat în 1828 de către Friedrich Wöller la Berlin și independent de Antoine-Alexandere-Brutus Bussy la Paris, ambii realizând extracția din clorură de beriliu în reacție cu potasiul. Numele de "beriliu" a fost utilizat prima dată de Wöhler în 1828. Klaproth a preferat numele de "beryllina", din cauză că și yttria forma săruri dulci.  

## Structură atomică

Modelul planetar al atomului de beriliu

Structura atomului de beriliu este determinată de numărul nucleonilor din nucleul atomic, astfel că pentru izotopul său natural, 9Be, beriliul are 4 protoni și 5 neutroni. Numărul neutronilor poate varia în funcție de izotop. Raza atomică medie este de 112 pm, raza ionică e de 0,31 Å , iar raza covalentă este de 0,93 Å .
Configurația electronică a atomului de beriliu este [He]2s2 .

## Izotopi
Perioada de înjumătățire:
- Be-7 – 53,3 zile
- Be-9 – Stabil
- Be-10 – 2.600.000 ani

## Proprietăți
- Nume: Beriliu
- Simbol: Be
- Număr atomic: 4
- Masa atomică: 9,012182 uam
- Punctul de topire: 1.287 °C (1.560,15 K, 2.348,6 °F)
- Punctul de fierbere: 2.469 °C (2.742,15 K, 4.476,2 °F)
- Numărul de protoni/electroni: 4
- Numărul de neutroni: 5
- Clasificare: Alcalin pământos
- Structura cristalină: Hexagonală
- Densitatea la 293 K: 1,8477 g/cm3
- Culoare: gri
- Structura atomică:
- Numărul de straturi: 2
- Primul strat: 2
- Al doilea strat: 2

### Proprietăți fizice
Beriliul disponibil comercial este predominant un produs metalurgic pulbere (P / M). Deșeurile structurale au o rezistență slabă și o ductilitate datorită mărimii granulelor groase, iar forjările au tendința de a fi foarte anizotropice. Prin urmare, macroexaminarea este rar utilizată pentru beriliu, deoarece presarea la cald în vid nu produce un flux substanțial, iar dimensiunea granulelor este prea mică pentru ca macroexaminarea să fie un instrument valoros.

### Proprietăți chimice
Microexaminarea beriliului se efectuează, în general, folosind lumină polarizată. Tehnicile de lumină polarizată generează diferențe de culoare între granule ca urmare a diferențelor de orientare cristalografică. Lumina polarizată arată de asemenea pozițiile din care particulele de oxid au fost "scoase" din structură în timpul lustruire. Aceste locații apar în general strălucitoare. Un etanș care este uneori folosit, cunoscut ca 2-2-2 etch, constă din 2% acid sulfuric concentrat, 2% acid fluorhidric diluat (48%), 2% acid nitric concentrat, iar restul apă distilată. Specimenul trebuie tamponat timp de 5 până la 10 s la (de preferință) 20 ° C (70 ° F). Deși este puternic dependentă de temperatură și nu este utilizat la fel de mult ca modul de observare a luminii polarizate, această metodă poate dezvălui granițele și oxizii de granule.

## Producere

### Preparare în laborator
Beriliul este preparat și examinat metalografic în același mod ca și alte metale mai obișnuite; Cu toate acestea, toxicitatea beriliului necesită utilizarea unei îngrijiri extreme. Procedurile și echipamentul trebuie să fie concepute astfel încât să conțină praful dăunător care poate fi produs în timpul reparării metalografice. Examinarea este efectuată de obicei pentru a determina dimensiunea granulelor, distribuția particulelor de oxid de fază secundară, goluri, incluziuni, prezența suprafețelor deteriorate de mașină și, în cazul foilor laminate, starea de lucru la rece. Aceste caracteristici microstructurale pot fi importante în determinarea performanței unei componente de beriliu. Lampa polarizată este utilizată, în general, pentru examinarea metalografică în loc de agenți chimici de etanșare, deși au fost utilizați în anumite investigații agenții de etanșare a granulelor. Mărimea granulelor găsite pentru cele mai comune forme comerciale de beriliu (foaie neagră și laminată sub presiune la cald) limitează valoarea de mărire mai mică de 250x. Procesul metalografic începe prin tehnici standard de secționare și montare. Șlefuirea brută brută conține și îndepărtează praful generat în timpul acestei operații. Discurile de hârtie de șlefuit cu carbură de siliciu impermeabilă sunt montate pe o roată care se rotește la aproximativ 1.150 rpm. Sunt folosite dimensiuni de granulație de 120, 240, 320, 400 și 600. Trebuie să se țină seama de împiedicarea deformării prin deformare și trebuie să se acorde un timp suficient pentru fiecare etapă de măcinare pentru a elimina daunele cauzate de operațiile anterioare. O altă procedură mecanică de măcinare care sa dovedit a fi reușită pentru beriliu folosește hârtii din carburi de siliciu 120, 240 și 400 pe o roată care se rotește la 1.750 rpm. Kerozenul este utilizat ca lubrifiant. Presiunile de măcinare trebuie să fie extrem de ușoare. Hârtiile proaspete sunt utilizate pentru a minimiza deformarea suprafeței și tăierea. Polizările abrazive se efectuează utilizând o roată de 550 rpm, o pânză chemotextilă cu suport adeziv și o concentrație medie de lumină de 8 până la 22 μm. Specimenul trebuie rotit frecvent în contradicție cu direcția de rotație a roții. Se folosește o presiune puternică pentru a maximiza îndepărtarea materialelor. Timpul de lustruire este de aproximativ 2 minute. Lustruirea fină se realizează cu ajutorul unei roți de 550 rpm, a unei pânze rășinoase pe bază de adeziv și a unei concentrații medii de ridicare de 1 până la 5 μm compus diamantat. Suportul trebuie rotit frecvent în contradicție cu direcția de rotație a roții. Pentru a maximiza îndepărtarea materialului, se folosește o presiune ridicată spre medie. Timpul de lustruire este de aproximativ 3 minute.

### Producere la scară industrială
Microstructura de beriliu presat la cald în vid are ca constituenți principali boabe de beriliu și particule de oxid de beriliu (BeO). Diferențele microstructurale dintre grade sunt subtile; Granulația și conținutul de oxid sunt singurele caracteristici distinctive. Foi de beriliu laminat începe ca un bloc presat la cald, care ulterior este supus laminării calde. Microstructura finală constă din boabele obișnuite alungite; Aspectul de aspect depinde de reducerea efectivă efectuată. Alierea intenționată nu se produce în producția de beriliu pur, deoarece beriliul are solubilitate redusă pentru majoritatea elementelor, iar introducerea elementelor de aliere compromite, în general, densitatea și modulele dorite ale acestui metal. Microjurarea, care este efectuată în mod esențial prin controlul proporțiilor de fier și aluminiu, este judecată în primul rând pentru a împiedica formarea de filme de granulație a granulelor. Elementul predominant de fază secundară este BeO, care are structura cristalină hexagonală închisă (hcp) și acționează ca un agent de fixare la graniță. Deoarece rezistența beriliului este puternic dependentă de dimensiunea cerealelor, există o corelație puternică între conținutul de oxid, dimensiunea granulelor și rezistența. Cantitatea de oxid se corelează invers cu ductilitatea. Prin urmare, un grad ridicat de rezistență, cu grad redus de ductilitate, cum ar fi I-400, are un nivel ridicat de oxid de 4,2% minim. Clasele structurale de înaltă ductilitate, cum ar fi S-65 și S-200F, au nivele de oxid de 1 și, respectiv, 1,5%. Particulele de BeO apar în fotomicrografe de lumină polarizată ca pete luminoase, care sunt de fapt locațiile din care particulele au "scos" în timpul preparării metalografice. Tipurile comerciale tipice de beriliu presurizat la cald se împart în două categorii. Gradele instrumentelor sunt desemnate "I"; Note clasice, "S." Gradele instrumentale se găsesc de obicei în giroscoape, în sisteme de navigație inerțiale și în suprastructuri de precizie prin satelit, brațe de antenă și structuri optice de sprijin.

## Măsuri de protecție chimică
Beriliul este considerat extrem de periculos pentru sănătate, la cantități suficiente de praf, ceață sau fum care conține fragmente suficient de mici pentru a inhala (de obicei, 10μm sau mai puțin). Echipamentele de pregătire metalografică și suprafețele de lucru ale laboratorului trebuie să fie umezite ocazional pentru a inhiba acumularea particulelor. Procedurile de tăiere, șlefuire și lustruire care fabrică praf sau fum trebuie manipulate în acoperiri suficient ventilate furnizate cu filtre particulare.